# Чешский национальный костюм

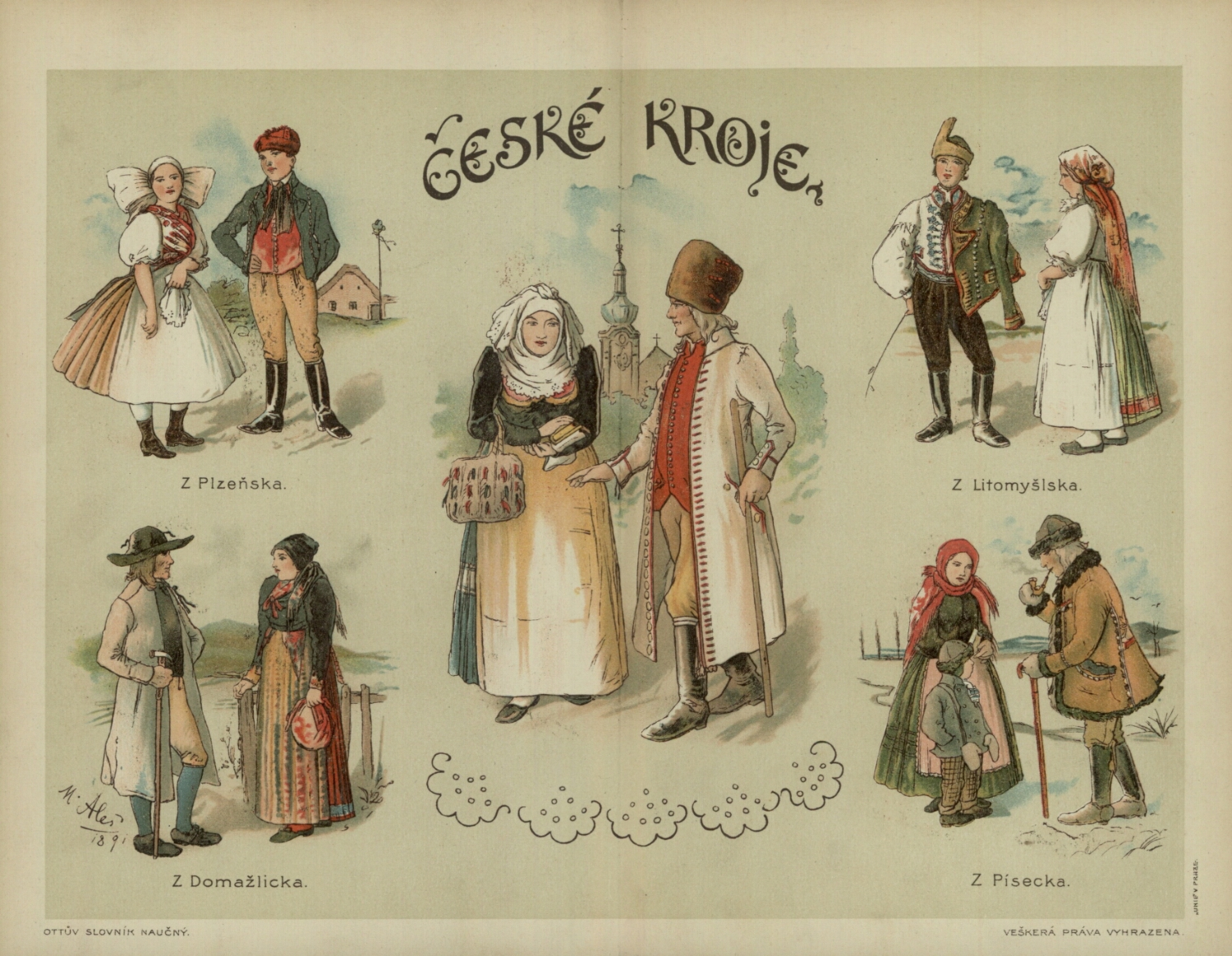
Чешские народные костюмы из разных регионов, Оттовская научная энциклопедия (1888-1906 годы)

Чешский национальный костюм (чеш. Český lidový kroj) является важной частью чешской культуры. Его можно разделить на две большие группы: западный стиль в Богемии и средней Моравии и восточный стиль в Моравии и Силезии. В обоих регионах зимнюю одежду делали из шерсти и льна, а летнюю одежду — из лёгких тканей, в частности из шелка. Женский традиционный наряд состоит из двух фартуков, спереди и сзади, и белой блузки. Типичный национальный мужской костюм состоит из длинных штанов и свободного жакета.

## История
В XV веке, во время крепостного права, крестьянам было запрещено носить одежду из дорогих материалов, таких как шелк и бархат, поэтому они носили очень простую одежду. В XVI веке началось развитие текстильных и швейных технологий, поэтому наряды начали становиться более сложными и разнообразными.
С XVIII века усиливается влияние городского костюма, особенно на западе Чехии.
Современная повседневная одежда чехов не отличается от таковой в других странах. Процесс перехода от традиционной на современную одежду произошел в промежутке от второй половины XIX века до середины XX века, в связи с массовым оттоком селян в города. В зависимости от места он протекал разными темпами. Прага, как крупнейший город, перешёл на современную одежду первым в Чехии, а жители малых сел в Богемии и Моравии зачастую до сих пор носят традиционную одежду, наиболее тщательно одевают детей. В период интербеллума праздничный народный костюм сохранялся в Моравской Валахии, в окрестностях Брно, и у ходов. Даже после перехода на современную одежду женщины ещё долго носили косынки и платья с широкими юбками, а мужчины до сих пор сохраняют элементы чешского народного костюма в виде шляп, кепок и сапог. Хотя традиционные национальные костюмы и вышли из повседневного обихода, но они являются неотъемлемым атрибутов ансамблей народной музыки, а во многих местах их надевают по праздникам.

## Региональные особенности

### Богемия
Жители Пльзеня и окрестностей носили традиционный наряд до конца XIX века. Женщины носили несколько слоев тонких юбок (их число могло доходить до 24-х), которые являются отличительной чертой этого костюма. Головным убором служил чепец с очень широкими «крыльями» по бокам. В основном одежду шили из хлопка и украшали лентами. Также надевали шелковый шарф, который завязывали у груди.
В историческом регионе Прахеньско (Южная Чехия) одежда зависела от возраста того, кто её носил. Типичная одежда молодого парня состояла из короткого жакета, узких брюк и высоких сапог. Женатые мужчины носили вместо жакетов долгополые кафтаны (чеш. kabat). Женские костюмы для молодых и старших женщин тоже отличались. Незамужние девушки. Замужние женщины носили длинные юбки, которые показывали их статус, а на голове — белую повязку или чепец.
Помимо сапог, в качестве обуви носили поршни (чеш. krpce), надевавшиеся поверх красных или белых чулок, а зимой или в ненастную погоду — деревянные башмаки (чеш. dřeváky) из цельного куска дерева. Поршни были распространены прежде всего в горных районах. В областях, где также проживали немцы, как например, Пошумавье (чеш. Pošumaví, область в долине Шумавы на чешско-немецко-австрийском пограничье) или северная и южная окраина Богемии, носили нейшле или нейшлаки (чеш. nejšle, nejšláky, mejšle, mejšláky) — башмаки с кожаным верхом и деревянной подошвой. Название нейшлаков происходит от диалектного нем. Nöischla — «обувь» (лит. нем. Noschen, Nuschen является жаргонизмом). В свою очередь немцы называли нейшлаки «богемскими башмаками» (нем. Böhmerschuhe).
В исторической области Блата (чеш. Blata) на юге Богемии женская одежда отличалась яркой цветной вышивкой.
Под влиянием городского костюма у богемских крестьянок появляется шаль, завязываемая на груди, а также корсет (чеш. snerovacka) и безрукавка-лиф (чеш. zivutek), поршни заменяются ботинками.

### Чешско-Моравская возвышенность
Жители Чешско-Моравской возвышенности одевались проще. Молодые парни носили короткие рубашки, а самым ярким элементом традиционной мужской одежды была шуба.

### Моравия

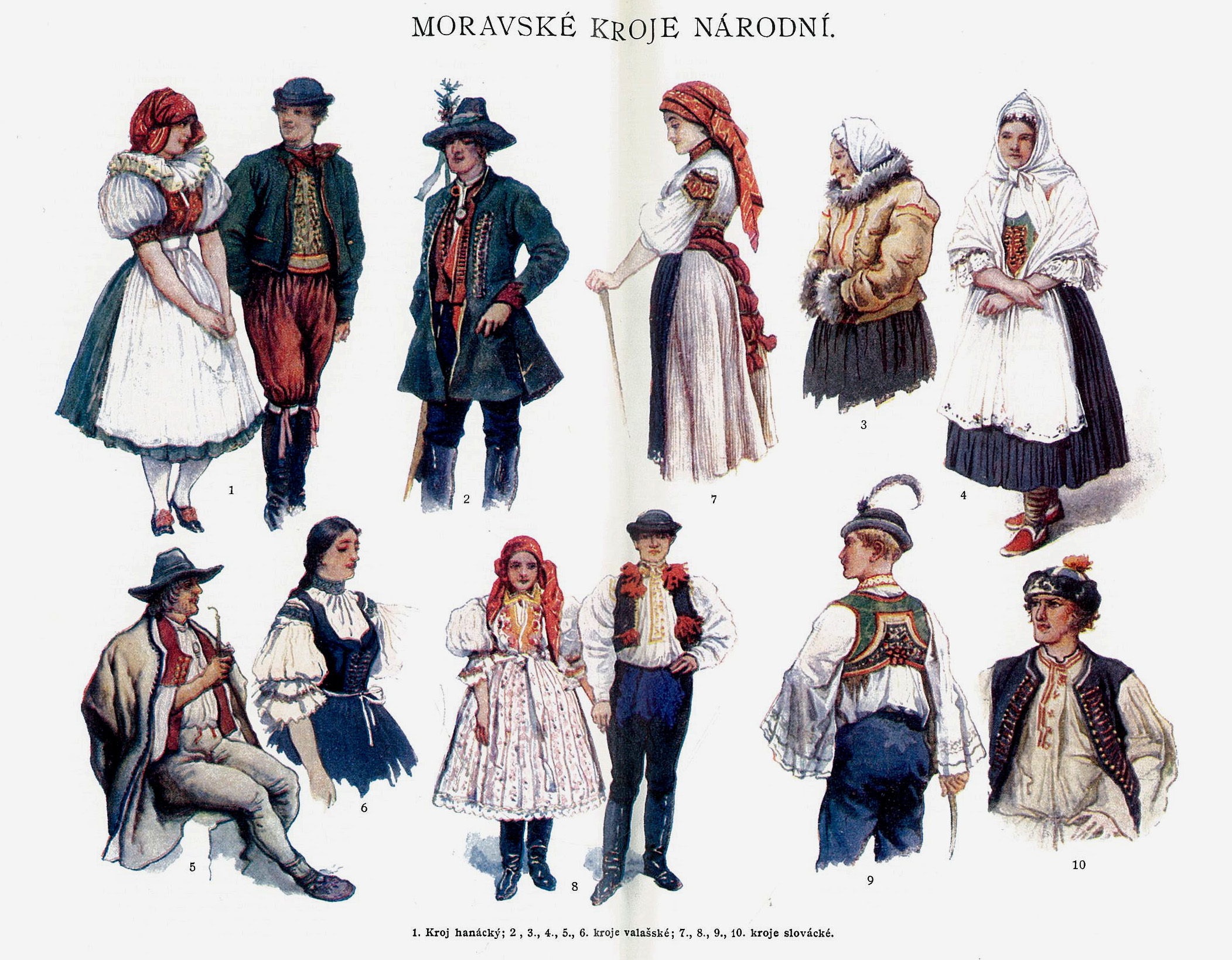
Народные костюмы из разных регионов Моравии (1 — Гана, 2-6 — Моравская Валахия, 7-10 — Моравская Словакия), Оттовская научная энциклопедия (1888-1906 годы)

Неотъемлемой особенностью моравских костюмов является женский присборенный и накрахмаленный ворот, украшающийся кружевами, восходящий к горгере (чеш. okruží, он же «мельничный жернов») — воротнику, бывшему в моде у мужчины в XVI-м веке.
Одним из самых красочных вариантов моравского народного костюма является праздничный костюм Подлужья (чеш. Podluží) — области, расположенной на самом юге Моравии.
В этнографическом регионе Гана народные костюмы показывали профессию того, кто их носил. Одежду тёмных простых цветов носили рабочие люди. Женщины носили длинные платья или длинные юбки подпоясанные ремнем (чеш. oplicko) и короткие жакеты с высоким воротником. Также для женщин-ганачек был характерен красочный шарф, который носится в особых случаях (чеш. uvodnice). Как и во многих других районах Чехии, были популярны белые, или иногда черные или желтые, шерстяные шубы. В сельской местности вблизи города Брно мужчины носили узкие брюки (чеш. cervenice или чеш. nohovice), сделанные из жёлтой кожи. В прохладную погоду мужчины носили длинную белую свиту, которая менялась на чёрную в более холодную погоду. На праздники и фестивали надевали накидки с широкими и собранными воротниками. Также на праздничном наряде была желтая, белая или черная вышивка.
В горах Моравии также носили поршни, где они вышли из употребления лишь в середине XX века. Поршни в Моравии носились под грубые и низкие чулки из валяной шерсти (чеш. kopytca). В равнинной Моравии носили сапоги и онучи.

### Чешская (Тешинская) Силезия
В Силезии существовало три типа народного костюма: в равнинных областях женщины и мужчины носили одежду, сходную с богемской; у Тешина женщины носили юбки, соединенные с вышитым золотыми нитями лифом и серебряные пояса; в горах носили такую же одежду, что и в Моравской Валахии.

## Галерея

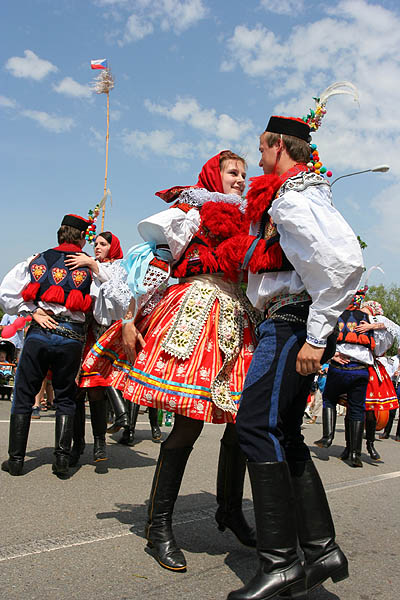
Люди в народных костюмах во время фестиваля «Королевские обряды» (чеш. Jízda králů), который ежегодно проходит в городе Влчнов в Моравской Словакии (Злинский край).
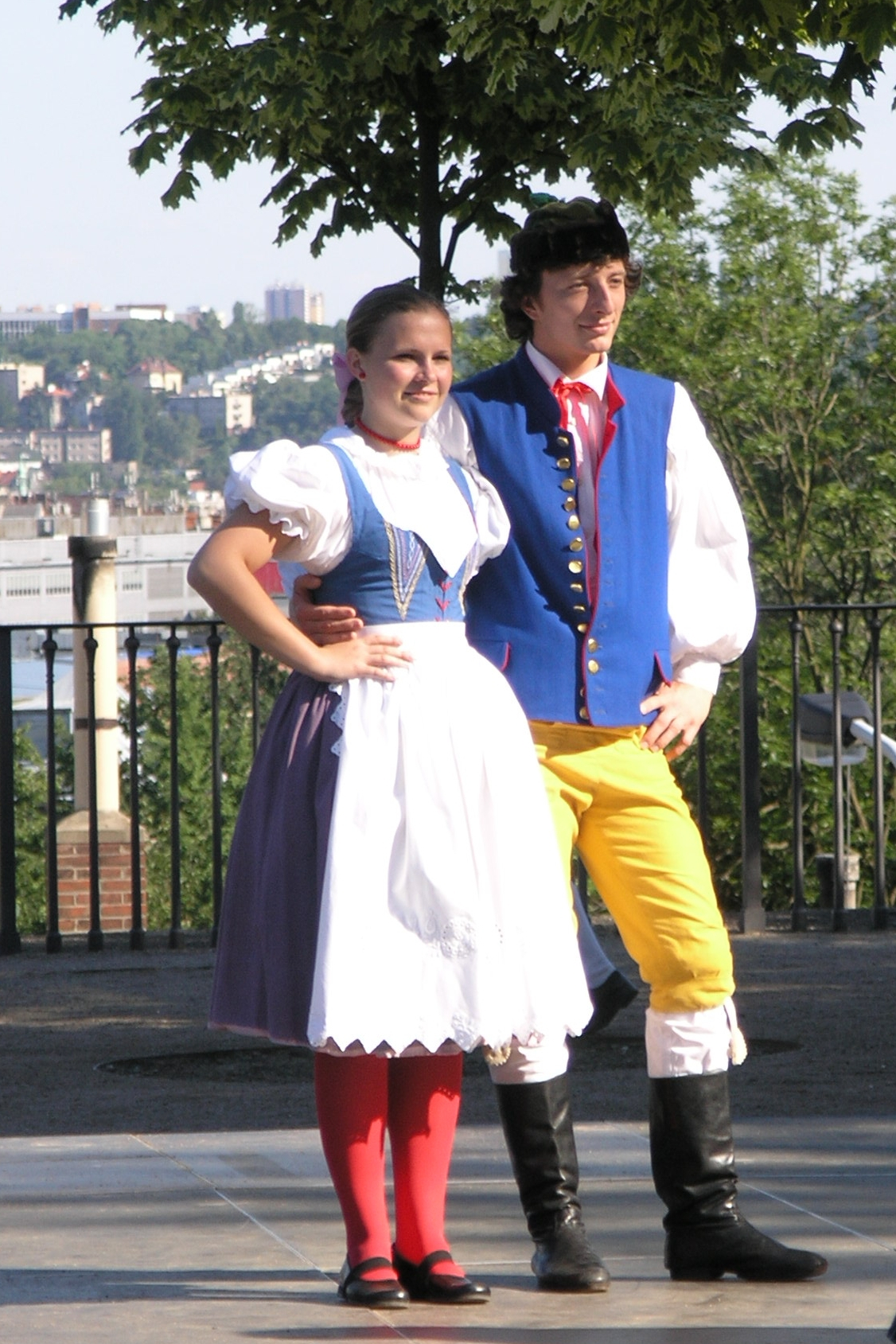
Богемский народный костюм из Прахеньско.
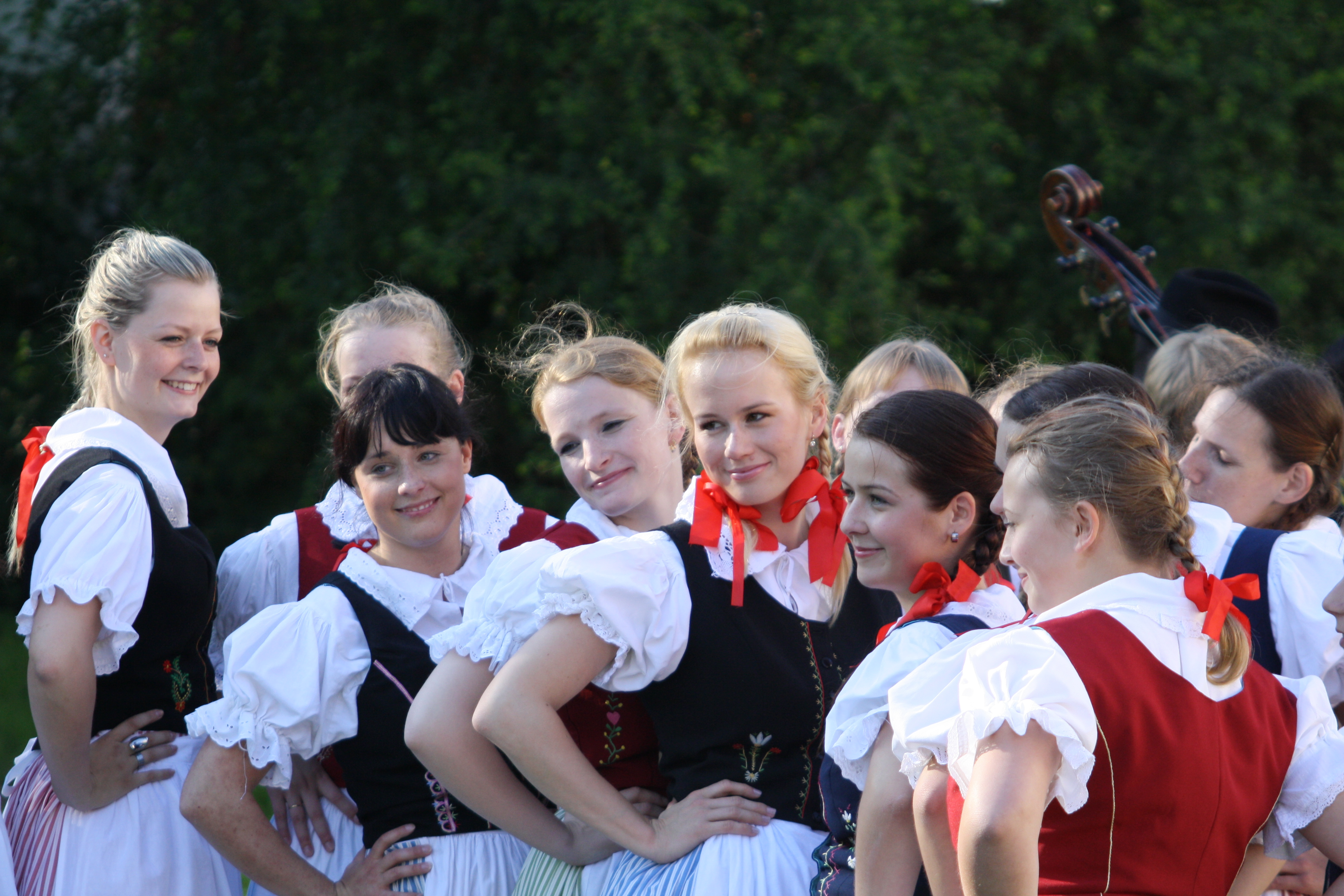
Моравский костюм из Горацко (Высочинский край)
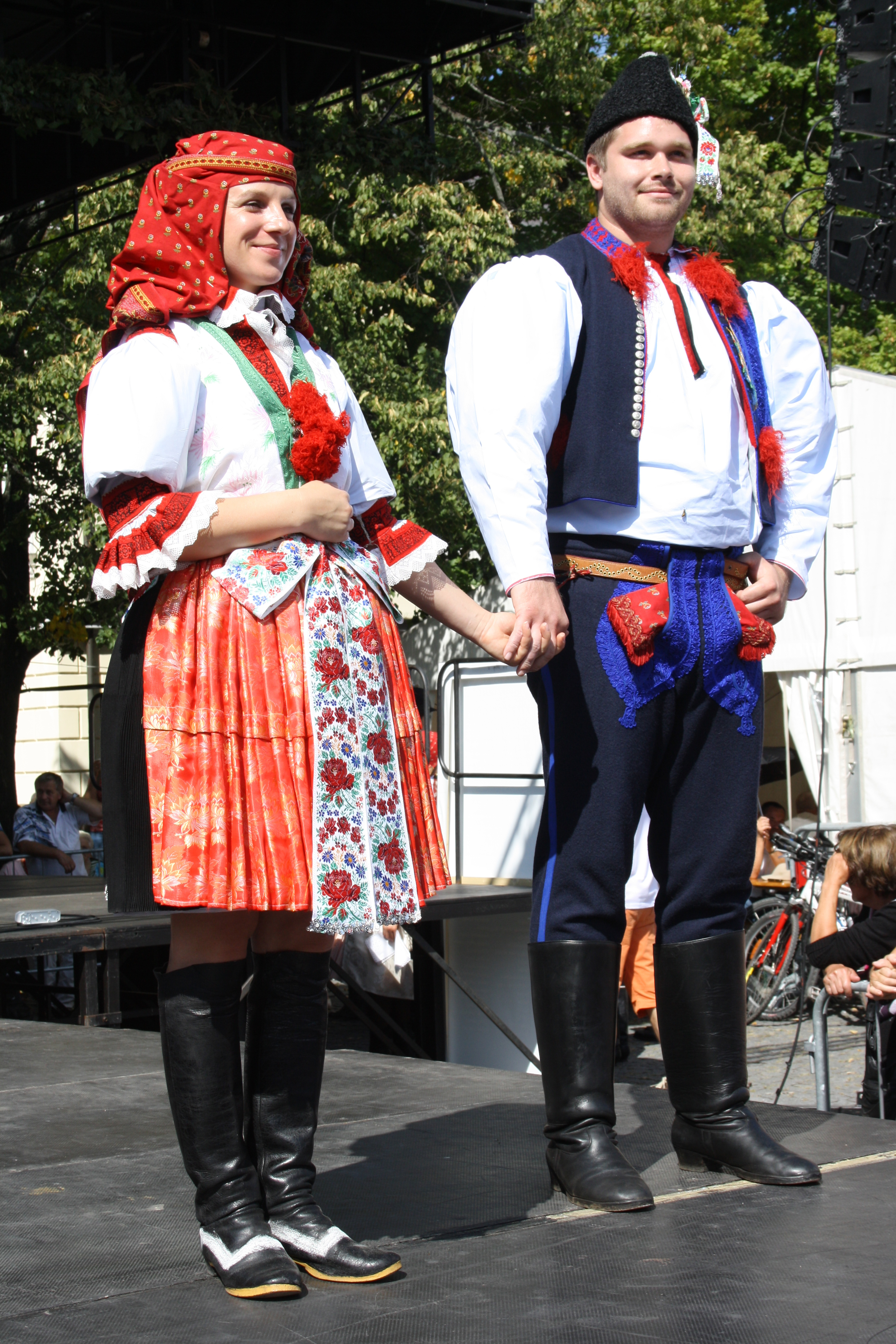
Моравский костюм из Куновице (Злинский край) — молодые парень и девушка
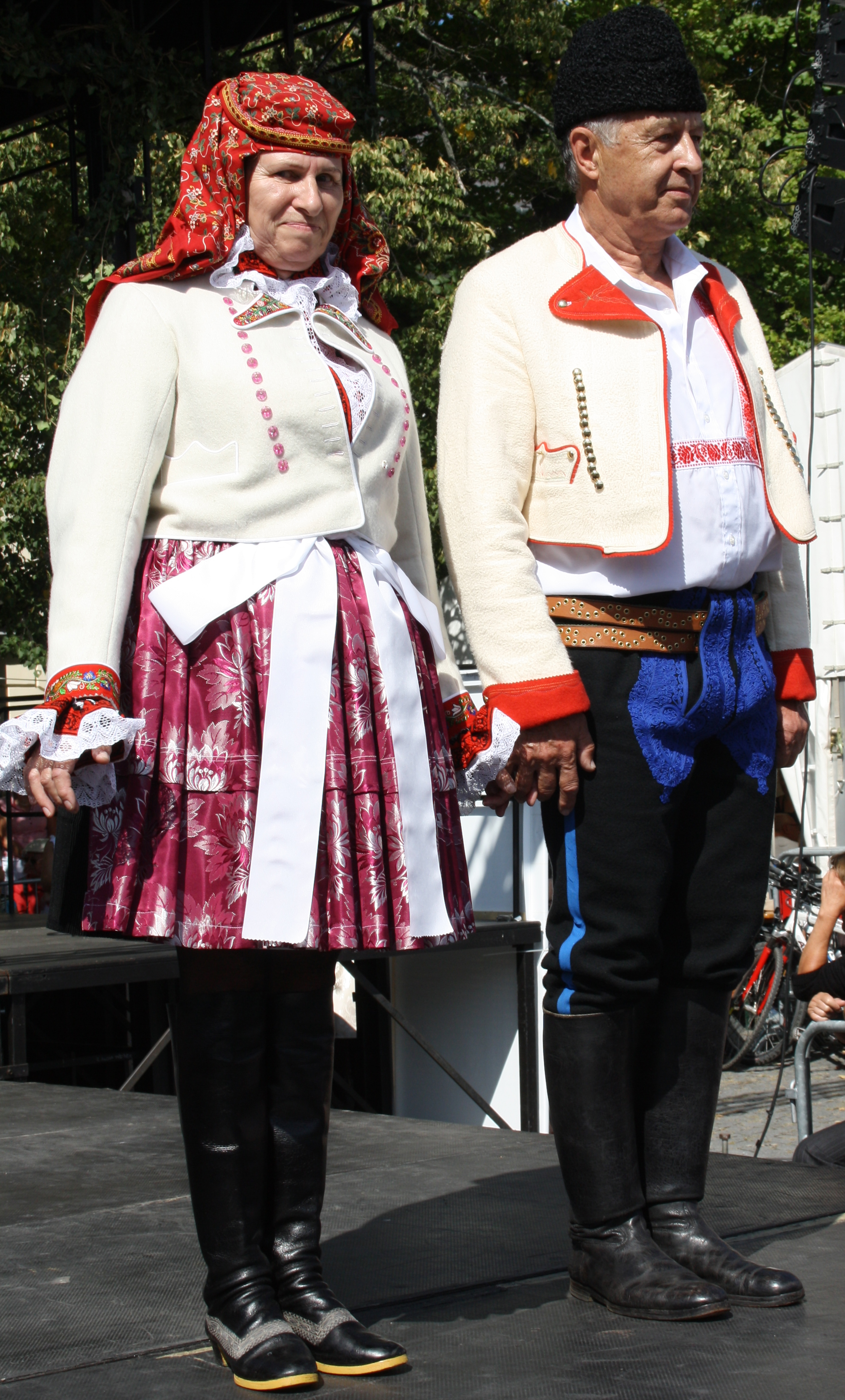
Моравский костюм из Куновице (Злинский край) — женатая пара
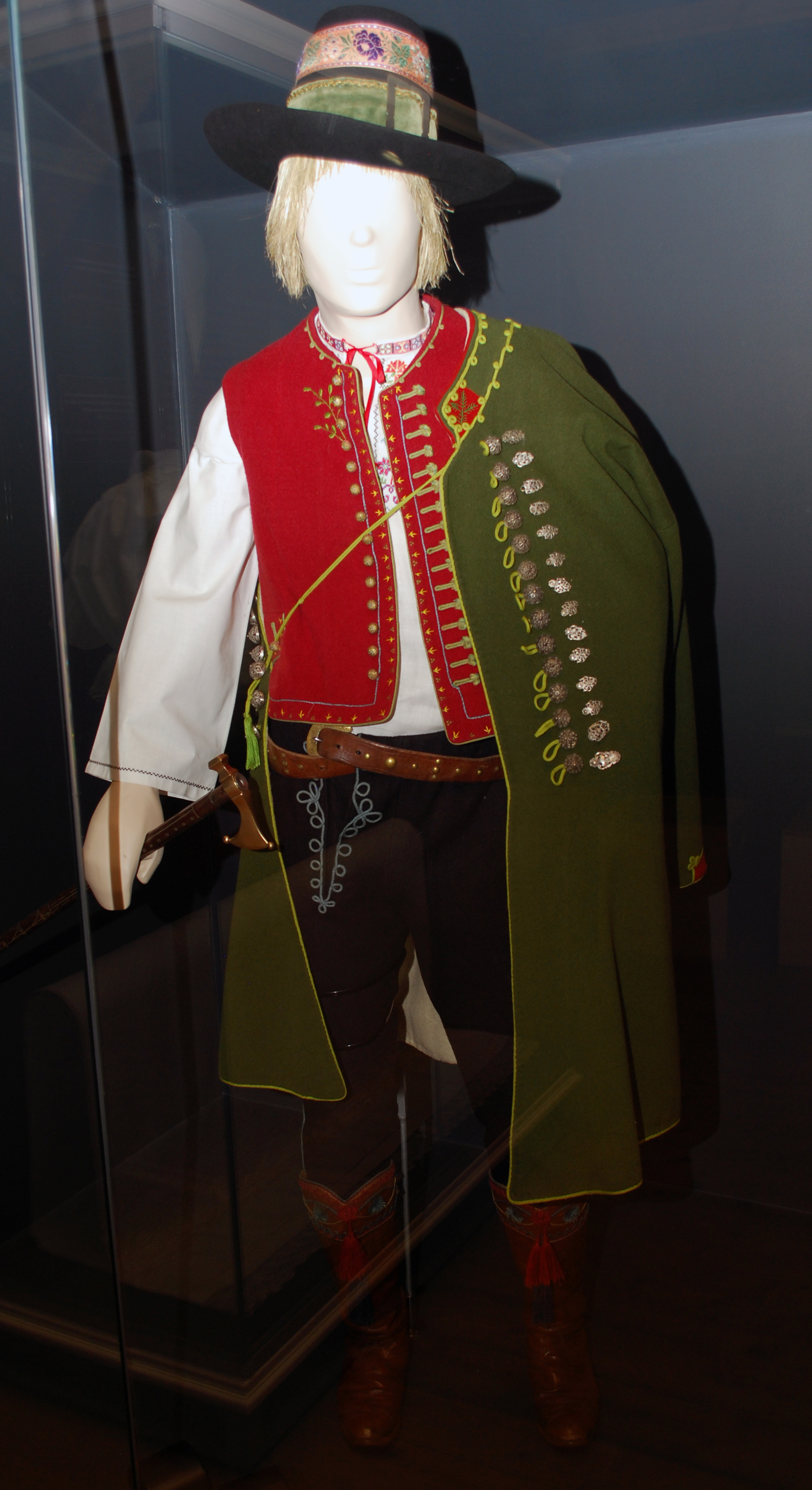
Мужская одежда из Моравской Валахии начала 20 века.
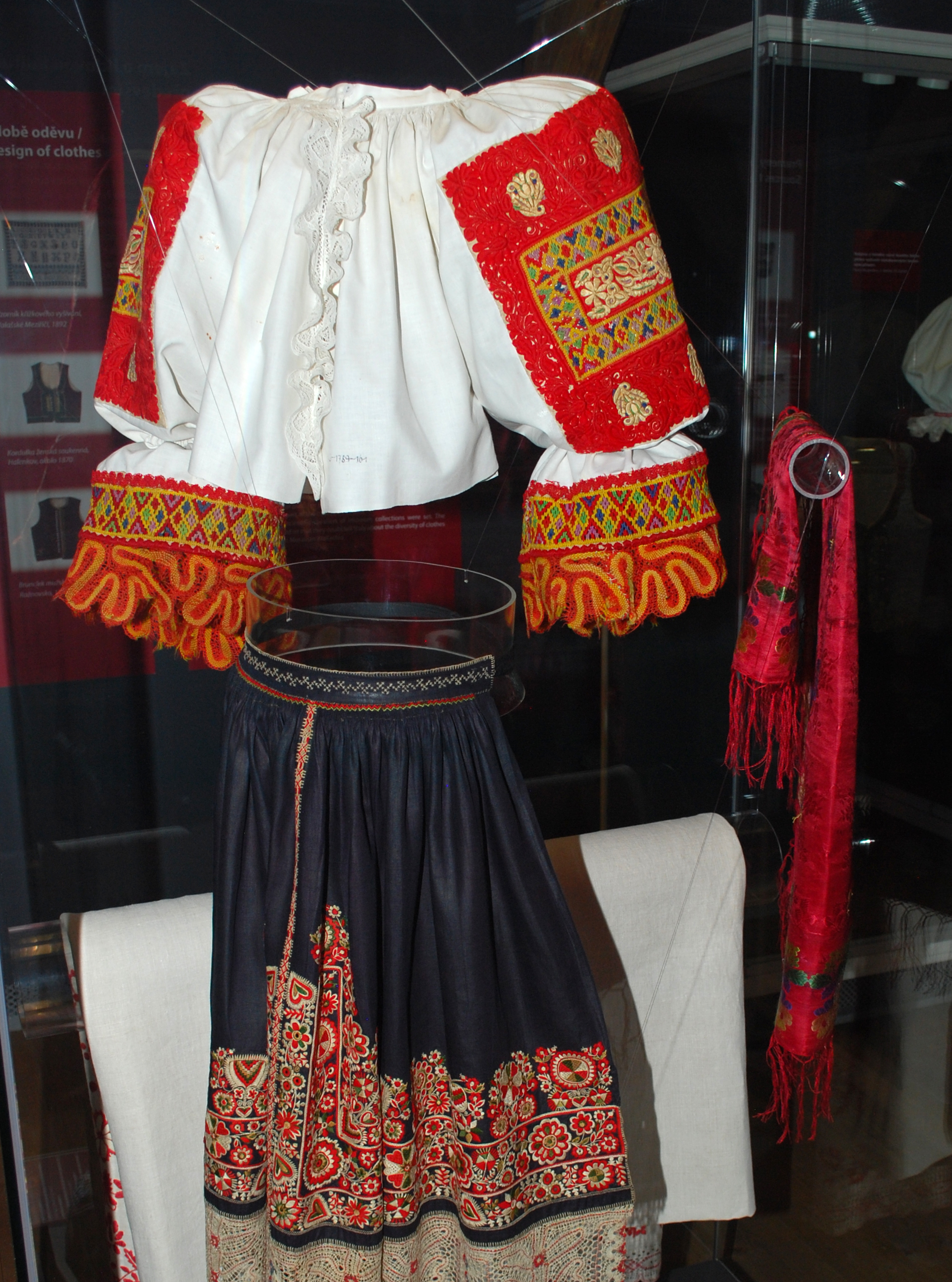
Женская одежда из Моравской Валахии.
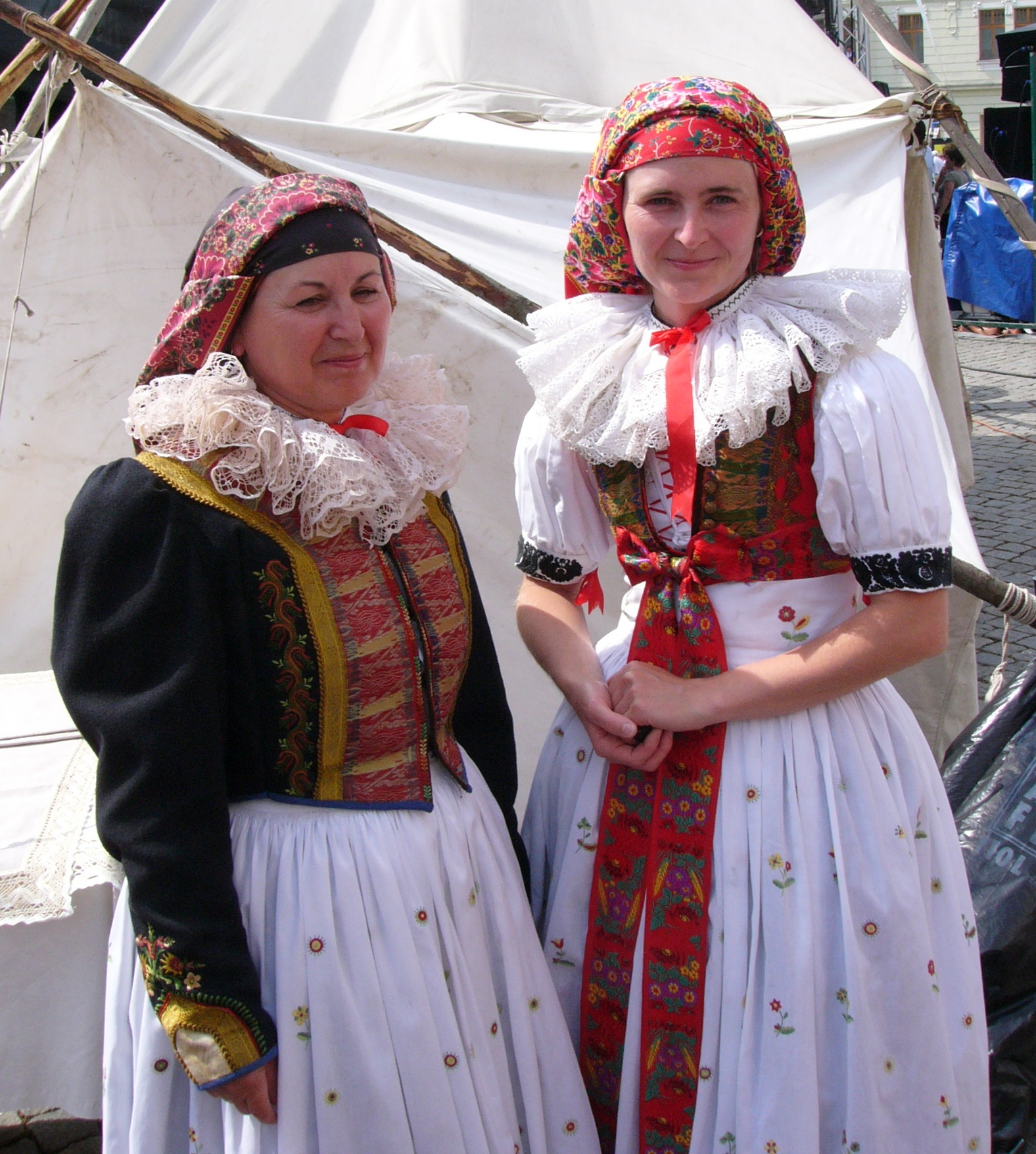
Ганацкий женский праздничный наряд с рафами.
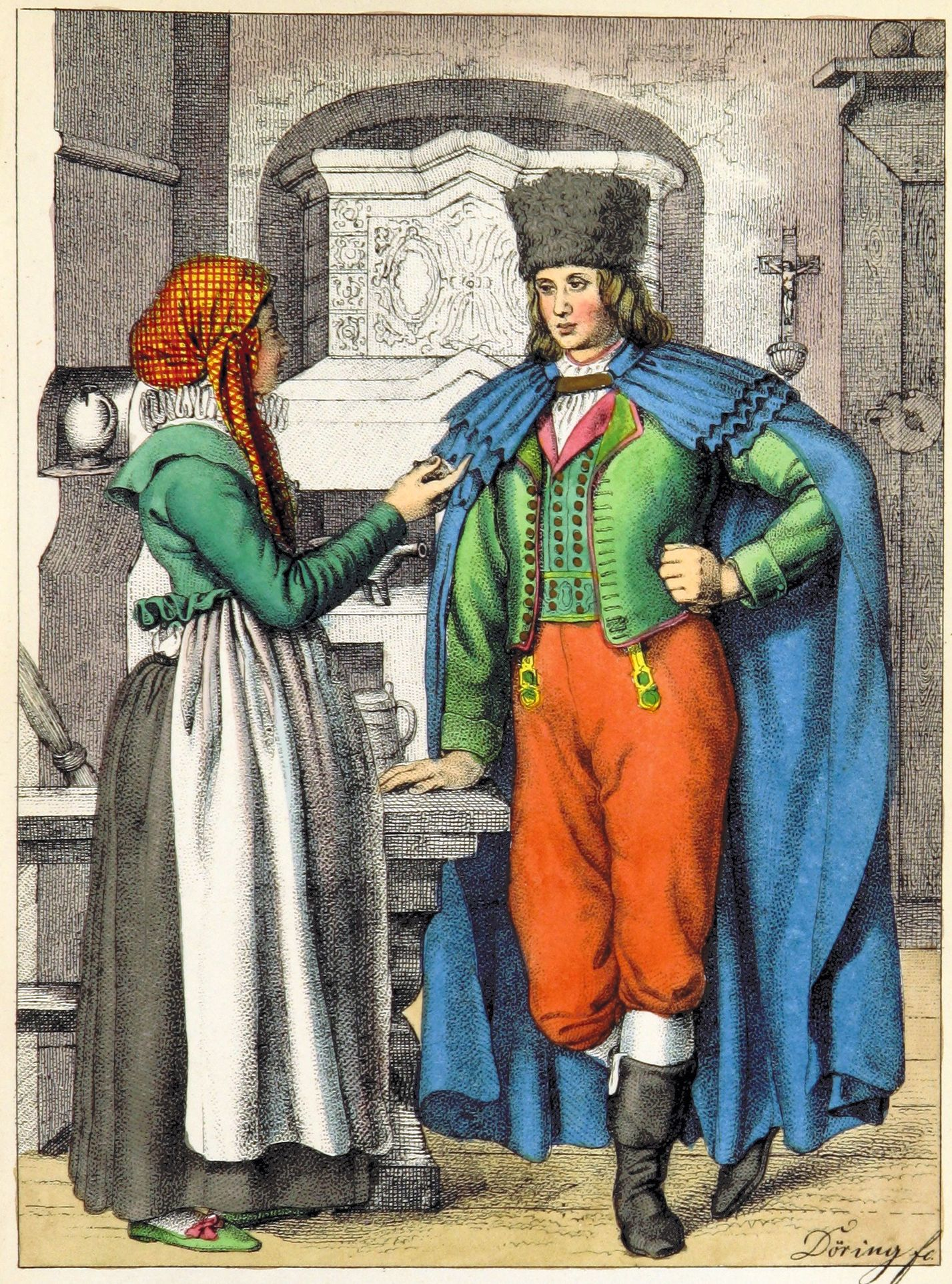
Ганацкий костюм середины XIX века
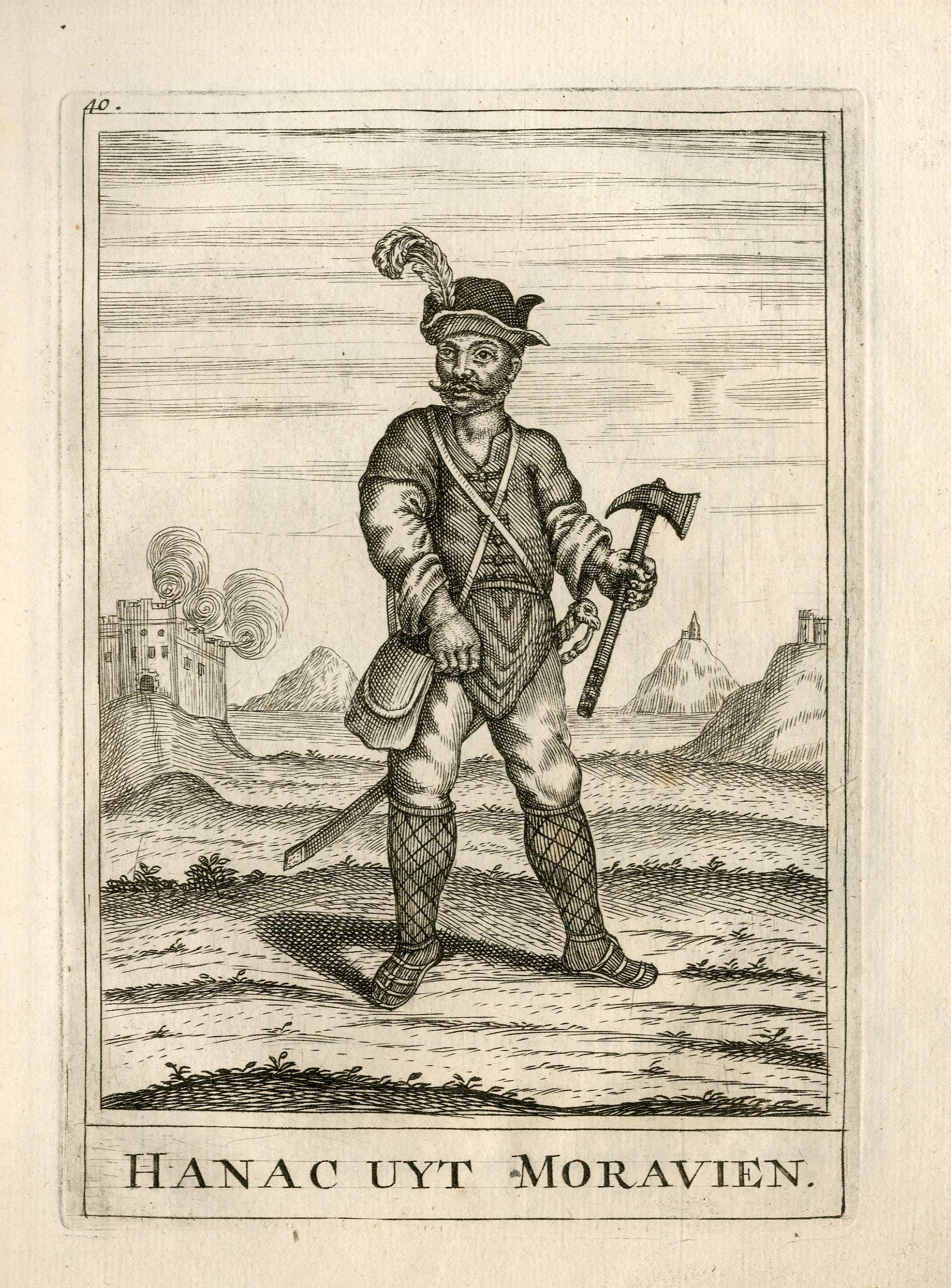
Ганак, XVIII век
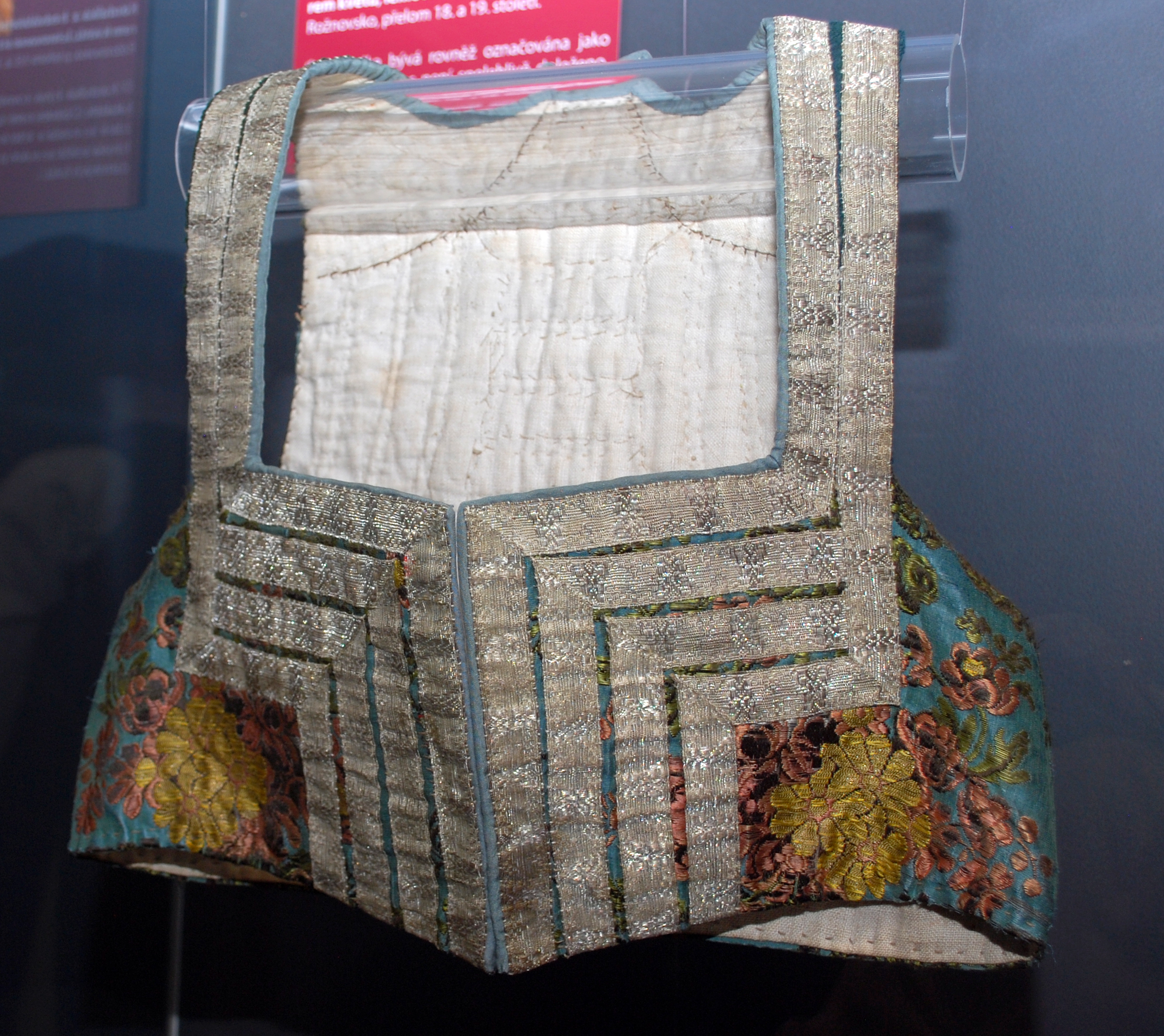
Валашский женский жилет 1924 года.
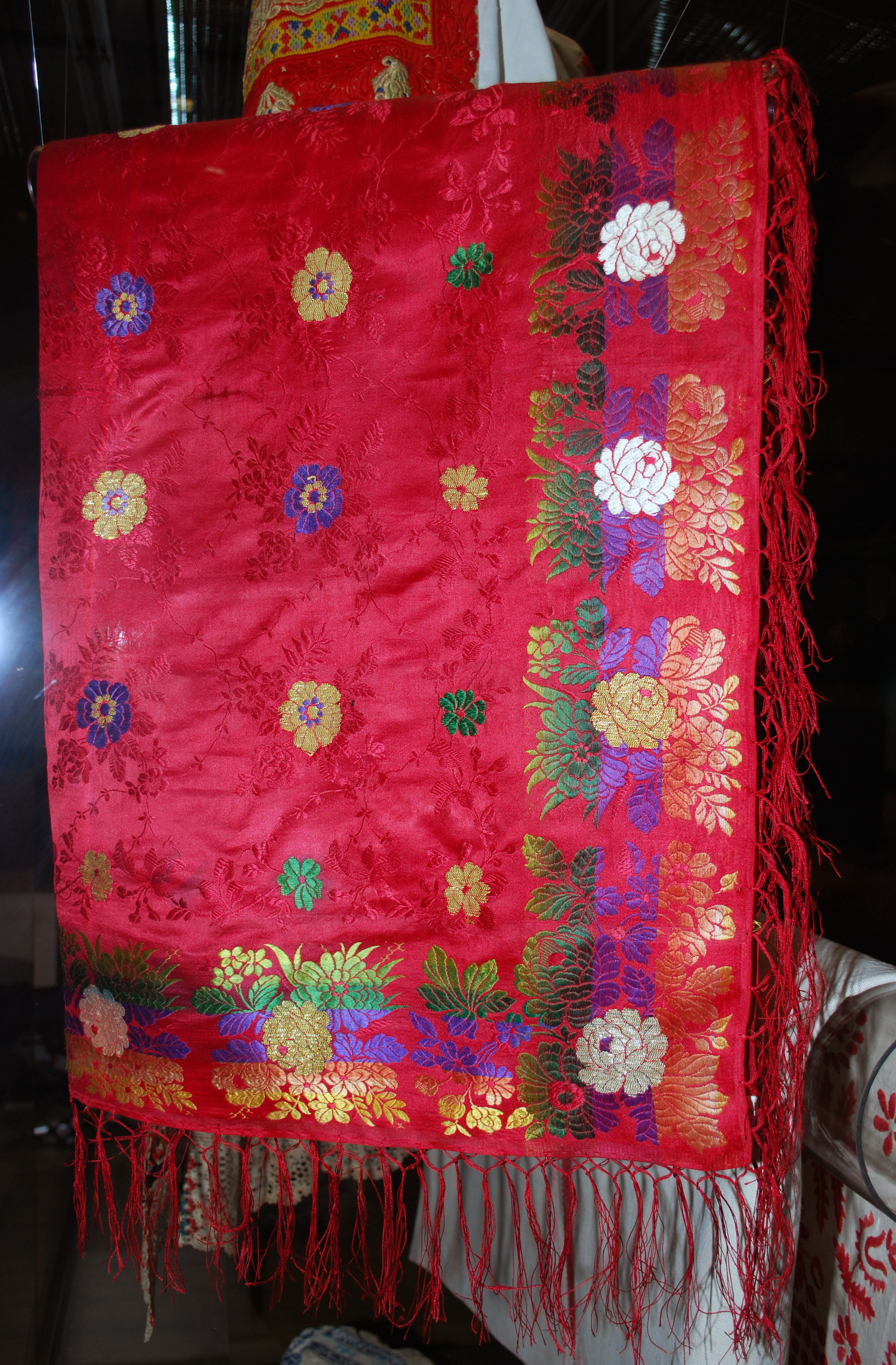
Декоративный платок начала 19 столетия.
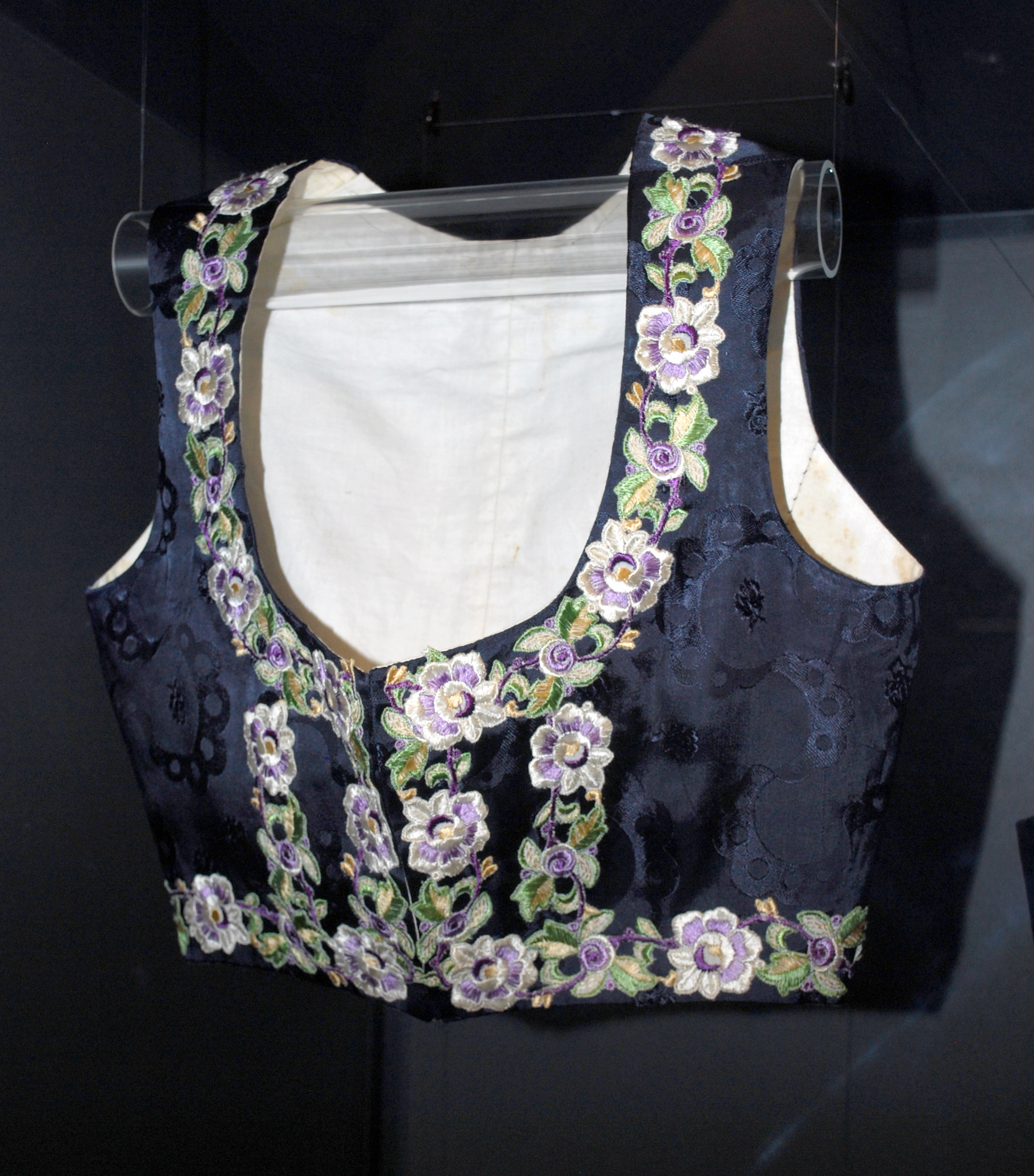
Жилет из дамаста начала 20 столетия.
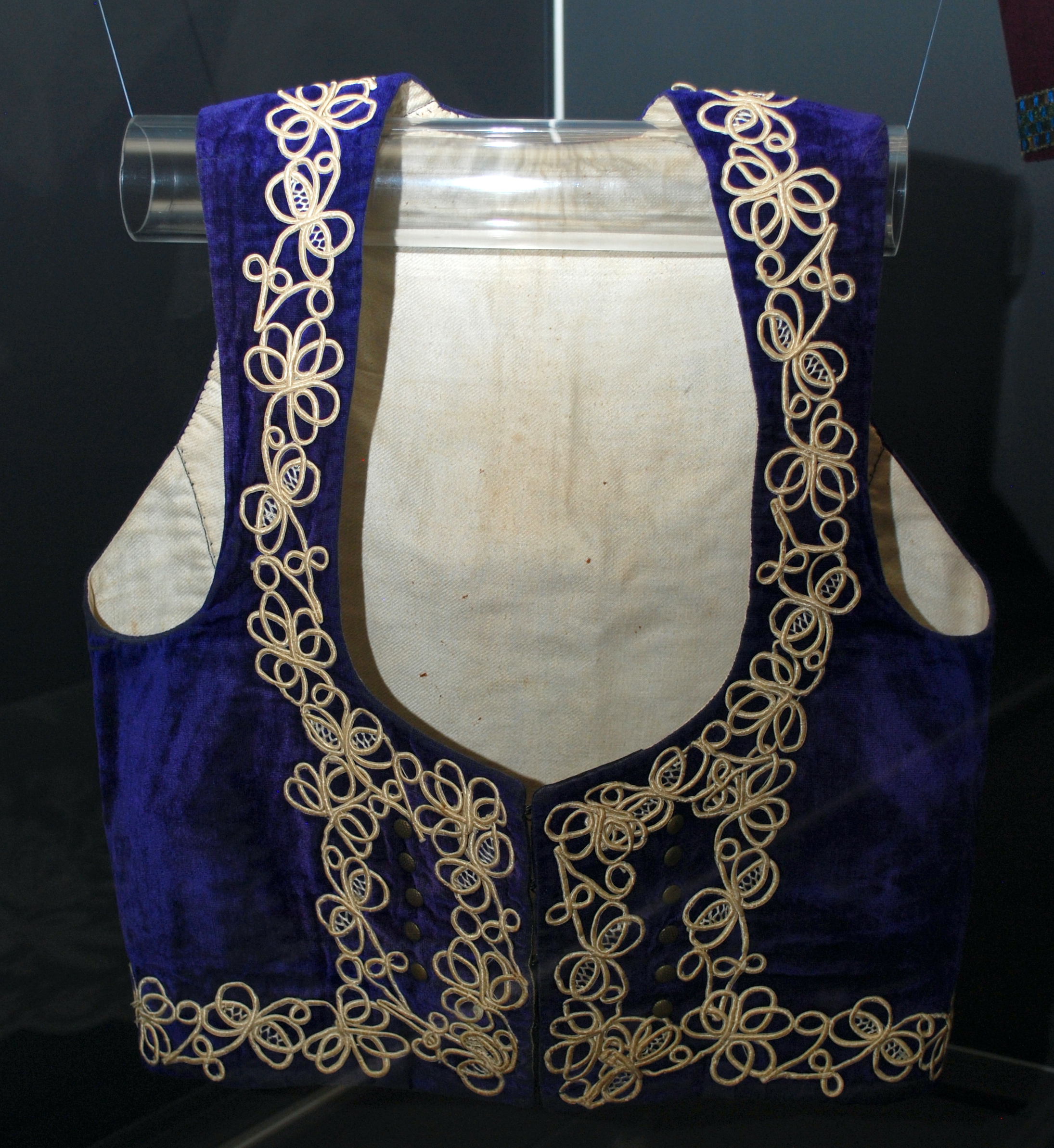
Жилет с вышивкой 19 столетия.
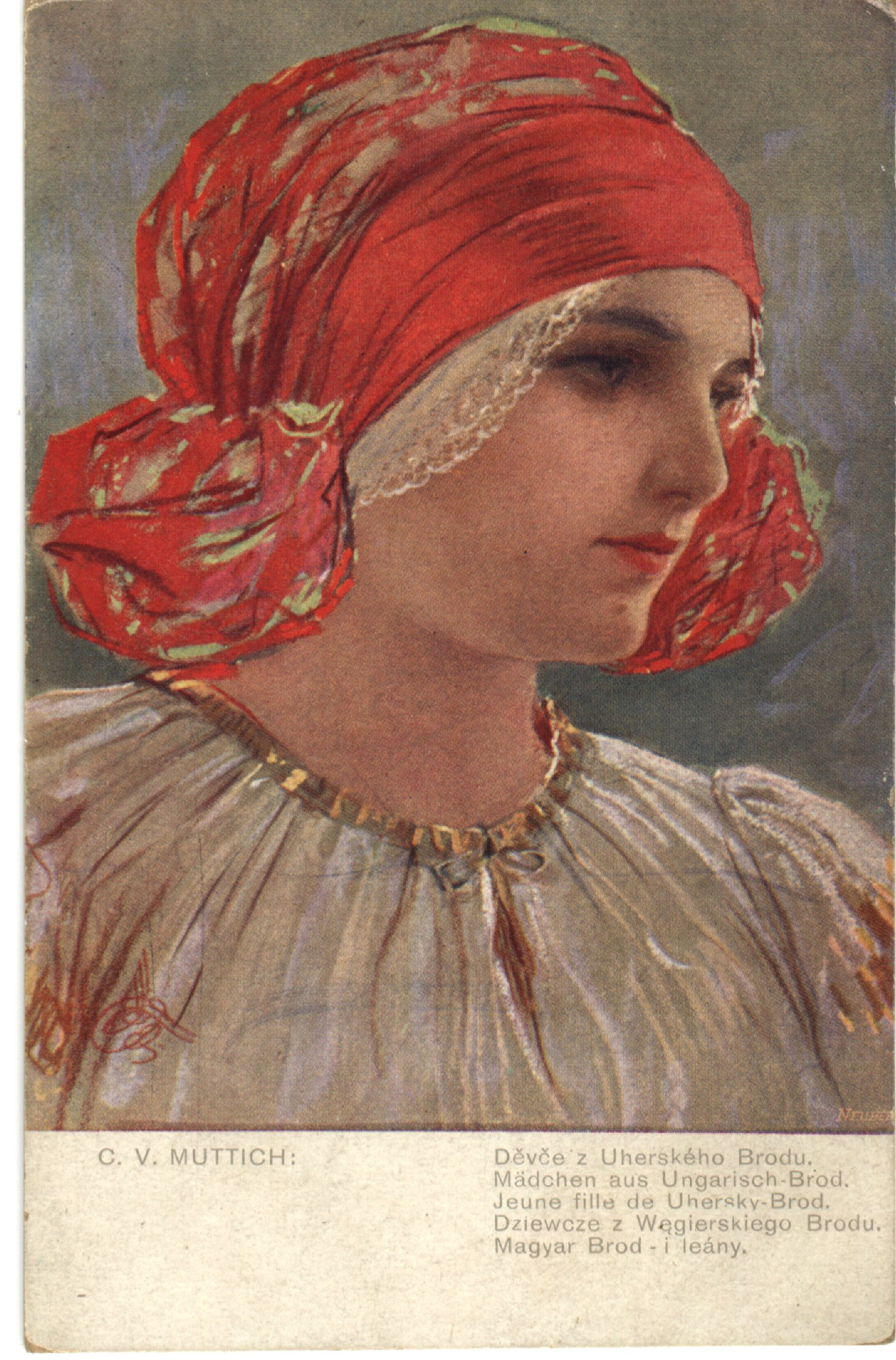
Девушка в косынке и чепце, Угерски-Брод, Моравия
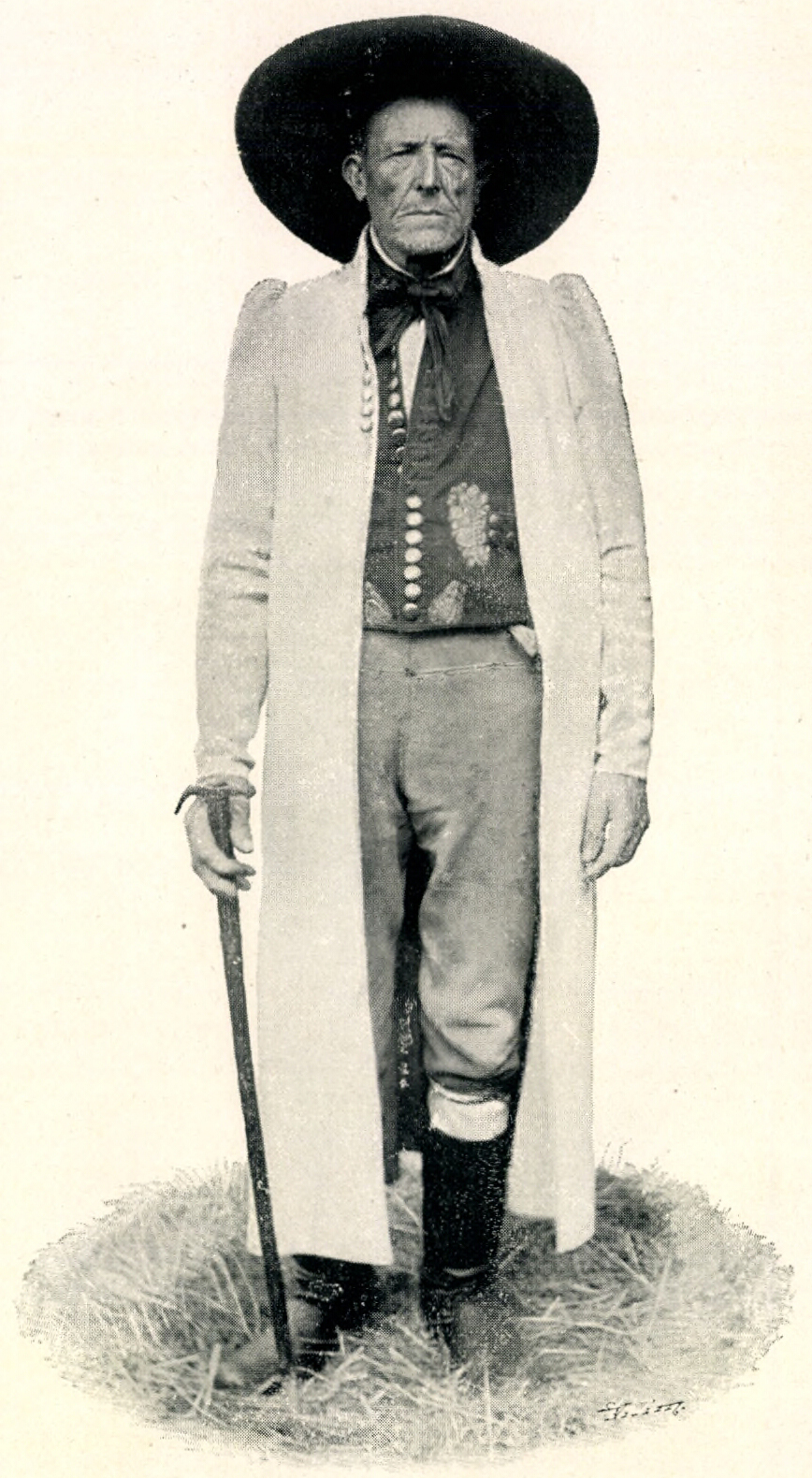
Ход из окрестностей Домажлице, 1906 год
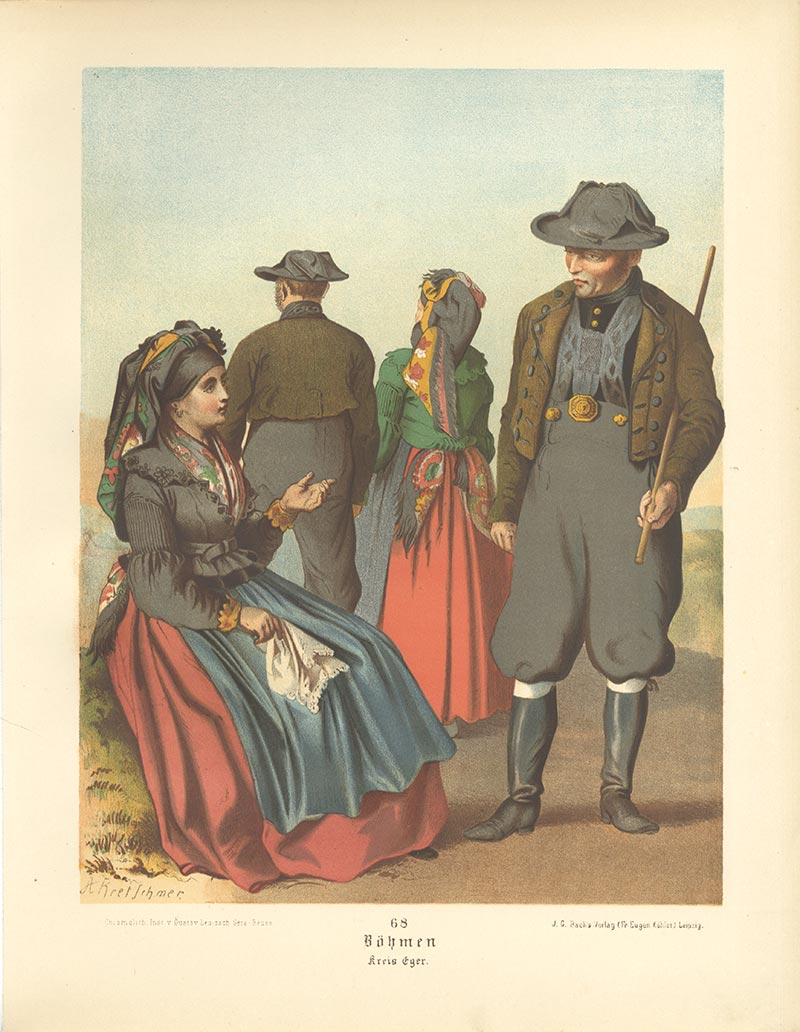
Костюм из окрестностей Хеба, гравюра Альберта Кречмера из книги «Deutsche Volkstrachten, Original-Zeichnungen mit erklärendem Text» (1887 г.)
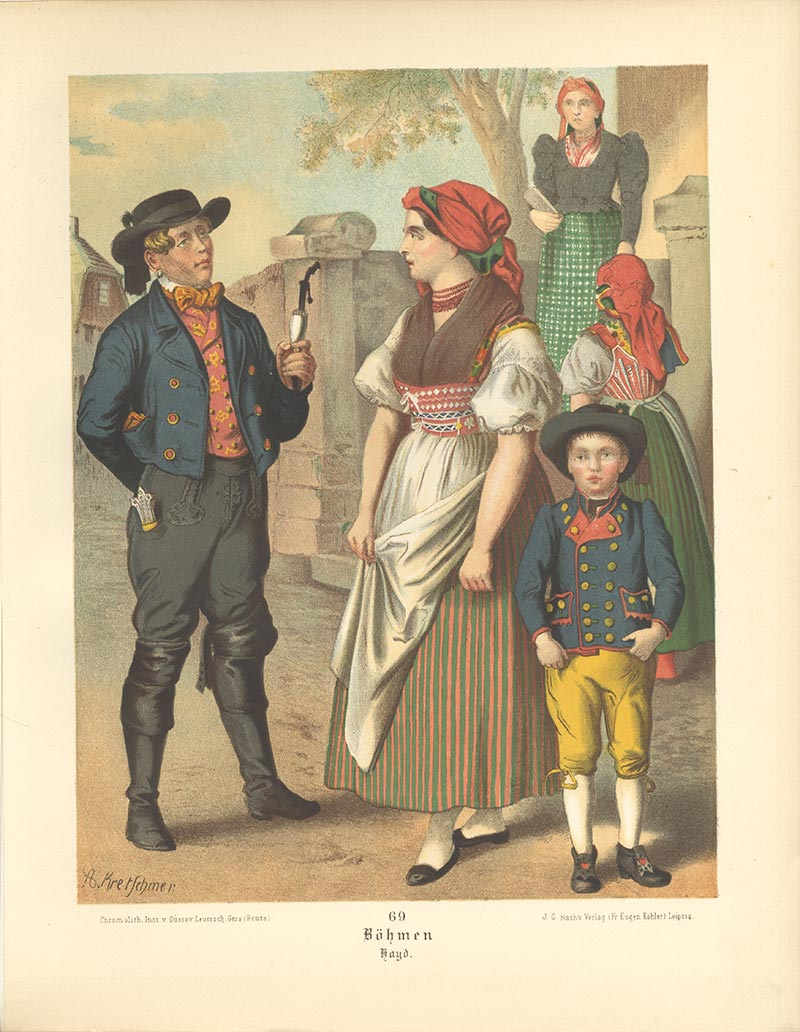
Костюм из окрестностей Нового Брода (район Ческа-Липа), тот же источник
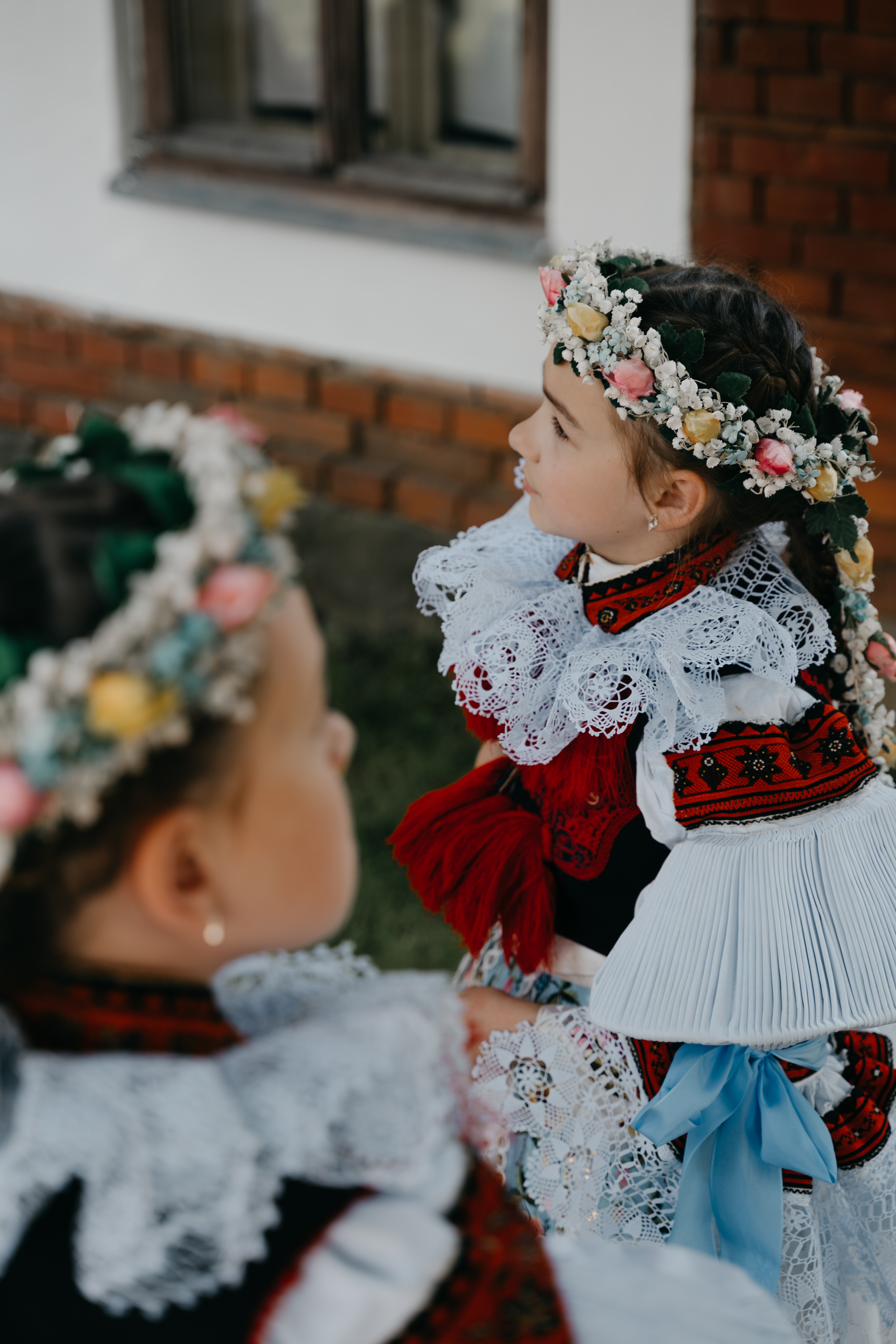
Девочки в моравских костюмах
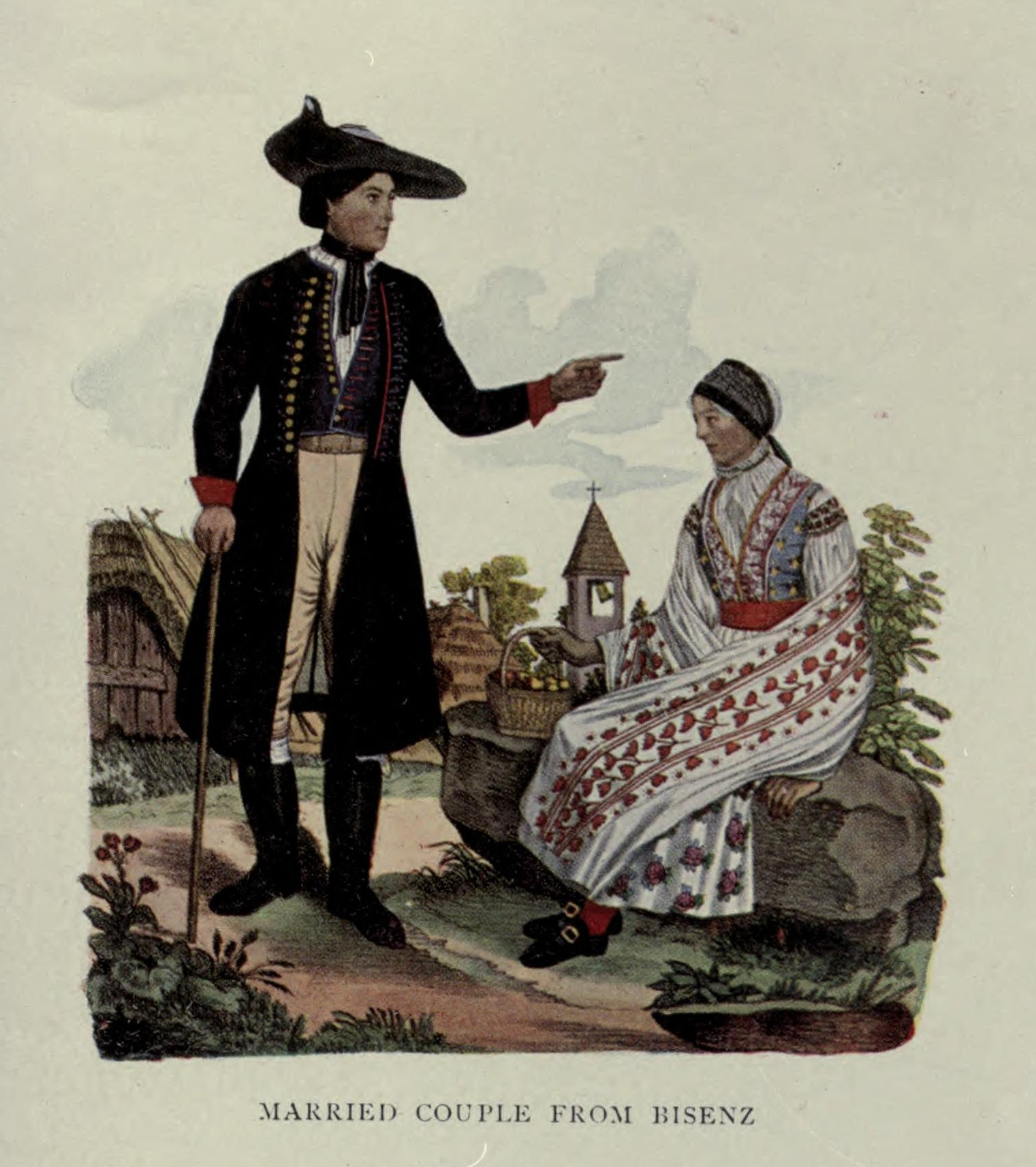
Супружеская пара из Бзенеца (Южноморавский край), иллюстрация из книги «Peasant art in Austria and Hungary», 1911 год